# 谷間酒
谷間酒（たにまざけ）とは、風俗店における接客法の一つ。
その名の通り、女性の胸の谷間に酒を注いで呑む行為であるが、この接客サービスの歴史の始めは明らかになっていない。もっともこちらについては、わかめ酒のような正式名称は全く存在しない。
胸を中央に寄せ、胴体と胸の間の三角地帯に酒を注ぐ。こちらも基本的にはわかめ酒と同様だが、酒を注いでも漏れ出さないくらいに程好い大きさの胸でなければ実現はできない。だが、酒を注ぐ対象が下腹部ではなく胸元である分、下半身が自由になったりする違いがあり、また酒を飲む際も相手の顔が必然的に近づいたりするなど、こちらにもわかめ酒とは違う快楽が味わえる。